# Фірал

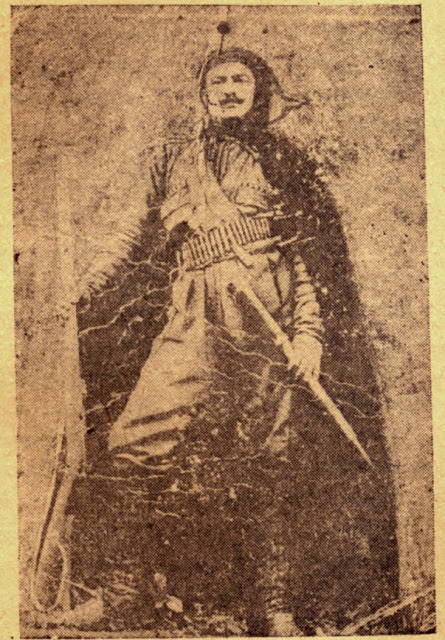
Єдина збережена фотографія Дато Шеварнадзе.

Фірал — розбійник, народний повстанець, учасник селянського повстанського руху в Грузії. 

## Етимологія
Слово "firal" ("firar") арабською мовою означає "втікач". У XVII столітті так називали дезертирів османської армії. Ймовірно, цей термін прийшов до гурійського діалекту з Аджарії. 

## Початок
У другій половині ХІХ століття рух «firalobi» вибухнув, як вулкан, у Гурії. 
Причинами тому були переважно соціально-політичні катаклізми: 
- анексія Грузії Росією,
- народні повстання,
- реформи влади,
- російсько-османські війни.

Грузинські селяни відмовлялися платити податки, вільно володіли лісами і пасовищами, вбивали дворян і духовенство, царських чиновників. З 1880-х років напади стали більш масовими. 
«Фіралобі» поділяється на дві хвилі: 
- перша — друга половина ХІХ ст. — мала соціально-економічні причини;
- друга хвиля — початок  ХХ ст. —  її основною причиною була політична. Згодом фірали стали полуміфічними особами, а пісні та вірші, написані про них, стали невід'ємною частиною грузинського фольклору.

Про фіралів створені такі художні твори: «Симона» Егнате Ніношвілі, «Фіралі Давладзе» Лаліоні, «Фіралес» Е. Урушадзе.

## Фірали першої хвилі
Кріпацтво було скасовано в Кутаїській губернії 13 жовтня 1865 року. На відміну від Тифліської губернії, тут поміщики відбирали у селян не тільки землі, що перебували в їхньому користуванні, а й успадковані та новопридбані землі. Весь фонд земель в Озурґетському повіті був власністю панів і казни. Розмір селянської садиби не перевищував 900 м. кв.
Соціальні проблеми ускладнювалися ще й тим, що в 1877-1878 рр. через Гурію проходив фронт російсько-турецької війни, що ще більше вдарило по цій території. Після закінчення війни уряд, незважаючи на свої обіцянки, не розформував ополчення Гурії, внаслідок чого багато сімей залишилися без робочої сили, а озброєне селянство стало потенційним злочинцем. Однією з причин розвитку "фіралобі" став конфлікт між судовою системою та поліцією, але при цьому протистояли не лише суд і поліція, а й фіралі та їхні захисники. Злочинність була широко поширена в Батумському повіті, щойно приєднаному до Російської імперії, який межував з Гурією. 
Однак злочини, скоєні в Гурії, часто приписували жителям Кобулеті та звинувачували їх. У 1879 році кобулетців спочатку звинуватили в пограбуванні монастиря Джуматі і єпископа, але пізніше виявилося, що це скоїв гурієць Георгі Чконія;  20 липня того ж року в Квачалаті пограбували двох жителів Кобулеті, а 26 серпня ще двох. Голова району Батумі Грігол Гуріель захистив жителів району Кобулеті від несправедливих звинувачень. 
Незважаючи на цензуру 1880-1890-х років, Фірали були в центрі уваги преси, а з 1880 року інформація про фіралів з'являлася на сторінках преси чи не щодня. Уряд використовував багато засобів для боротьби з ними. Послідовниками фіралів були переважно чиновники або селяни. 
5 липня 1880 року в Байлеті у своїй крамниці був убитий купець. 7 липня одна людина була смертельно поранена за 1 кілометр від Озурґеті. У цій справі затримали одразу трьох осіб. У тому ж місяці в громаді Двабзу було викрадено 18 коней.  У вересні вони напали на Азнаура Такаішвілі, спалили будинок священика Каландарішвілі, глави повіту Сенакі, який мав будинок у селі Шекарні, спалили підвал і поранили слугу. Жителі Гурії скаржилися, що такого погрому і безладу не було з часів Гурійського князівства.
Восени, після того, як поліція нічого не змогла вдіяти, на боротьбу з фіралами була відправлена «Третя піхотна сотня Гурійської Дружини», яка на деякий час зупинилася в Озурґеті, а потім розмістила солдатів по селах, де були фірали. Таким чином, деякі з тих, хто переховувався в лісі, були впіймані, і чотири місяці був мир у цій місцевості, але мир незабаром був порушений. Завадили корупція та некомпетентність правителів. 
У 1882 році у зв'язку з напруженою обстановкою в Озурґеті прибув головний правитель Грузії Олександр Дондуков-Корсаков, який попередив громадськість, що покровитель "фіралів" буде суворо покараний. Це принесло свої плоди, кілька фіралів було передано губернатору, а двох фіралів було вбито. Незважаючи на вжиті заходи, кількість повстанців не зменшилася, а зросла: селяни захищали тих, хто подався до лісу. У 1882 році Дондуков-Корсаков адміністративно відокремив Озурґетський повіт від Кутаїської губернії і включив його до складу Батумського повіту. Для наведення порядку дві роти Хоперського козацького полку під командуванням військового губернатора було направлено до мазри (повіту), а один батальйон до Кобулеті. У серпні 1882 року губернатор області генерал Смекалов об'їхав місцевість Озурґеті і по дорозі змусив 90 чоловік в Кобулеті дати присягу проти розбійників. Експедиція Смекалова вбила двох ренегатів в Озурґетському повіті, 13 серпня жителі Озурґеті видали йому сімох розбійників. 14-20 серпня він відвідав села поблизу Озурґеті, в Макванеті йому передали 35 розбійників. Смєкалов дав розпорядження головам усіх сільських громад виділити для охорони порядку 15 правоохоронців.  У 1883 році Отія Дадіані, голова Озурґеті-мазрі, був усунутий через неефективну боротьбу з "фіралебі", а на його місце було призначено Димитрія Вирубова. 
Розвиток повстанського руху в Гурії зумовив розгортання війська в селах, застосування страт, що важким тягарем лягло на населення, ускладнювалося й економічне становище селян. Драконівські заходи, вжиті урядом, тимчасово сповільнили зростання повстанського руху. З 1887 року засновано інститут "хевіставі" (старшин). Їм було доручено передавати підозрюваних у бандитських злочинах адміністрації. 
З 1888 р. "фіралобі" знову розвивається потужними темпами. Гурія перетворилася на арену дискусій і полігон експериментів для влади. У 1889 році в селах було скасовано розстріли, але введено громадську варту (ополчення, міліцію),  місцеві жителі створювали загони охорони-самооборони. Запровадження громадських чергувань і комендантської години не зупинило заворушення, а натомість ще більше занепокоїло людей. У 1890 році кавказький губернатор Голіцин скасував громадську варту. У 1892 році фірали пограбували магазини в Хідістоу і Нагомарі, а в Цхемлішхіді вбили охоронця. Продовжувалися страти, розміщення військ на селі, накладення податків на населення для утримання ополчення. 

## Фірали другої хвилі
З початку ХХ ст. виникають фірали другої хвилі, які відрізнялись від першої хвилі. Вони були причетні до російської революції 1905 року, і період другої хвилі збігається з роками революції. Багато з них брали участь у битві при Насакіралі та проголошенні Гурійської Республіки. Неврожай в 1901-1902 рр. викликав широке невдоволення селян, хоча податки з них все одно вимагали. У 1902 році почалися виступи в Нігоїті, Хідіставі, Чочхаті та Гуріанеті. У 1902 році уряд закрив бібліотеки-читальні Гурії. У 1903 році селяни оголосили страйк і не стали брати дворянські землі в обробку. Почалися терористичні акти проти дворян і чиновників.Князі Тіфо Накашидзе, Азнаурі Д., Карцивадзе та інші були вбиті. 
Після поразки революції фірали продовжували нелегальну діяльність і в роки реакції. Видатними діячами цього періоду були Датіко Шеварднадзе (родич Едуарда Шеварнадзе), Кікія Мамулаішвілі, Симон Долідзе, Ерасті Зорбенадзе та інші.

## У грузинському фольклорі
Явище "фіралебі" викликало появу в грузинському фольклорі такого жанру як "епос про фіралів" ("ფირალის ეპოსი") — пам'ятки грузинського фольклору, нариси про пригоди героїв, які борються за інтереси трудящих проти самопотурання (кінець ХІХ — початок ХХ ст.), народні вірші та поеми присвячені Симону Долідзе, Сисону Дарчіа, Датіко Шеварднадзе, Ніколозу Мехузла,  А.Мерквіладзе, М.Чучулашвілі, Л. Озанелі, С.Арабі, М.Гогочурі та іншим.   

## Галерея

Червоноармійці з прапором у стилі філалі
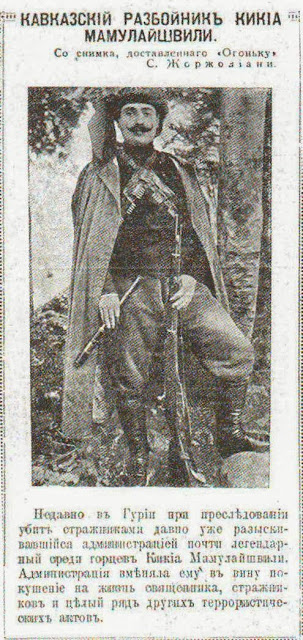
Фіралі Кікія Мамулаішвілі
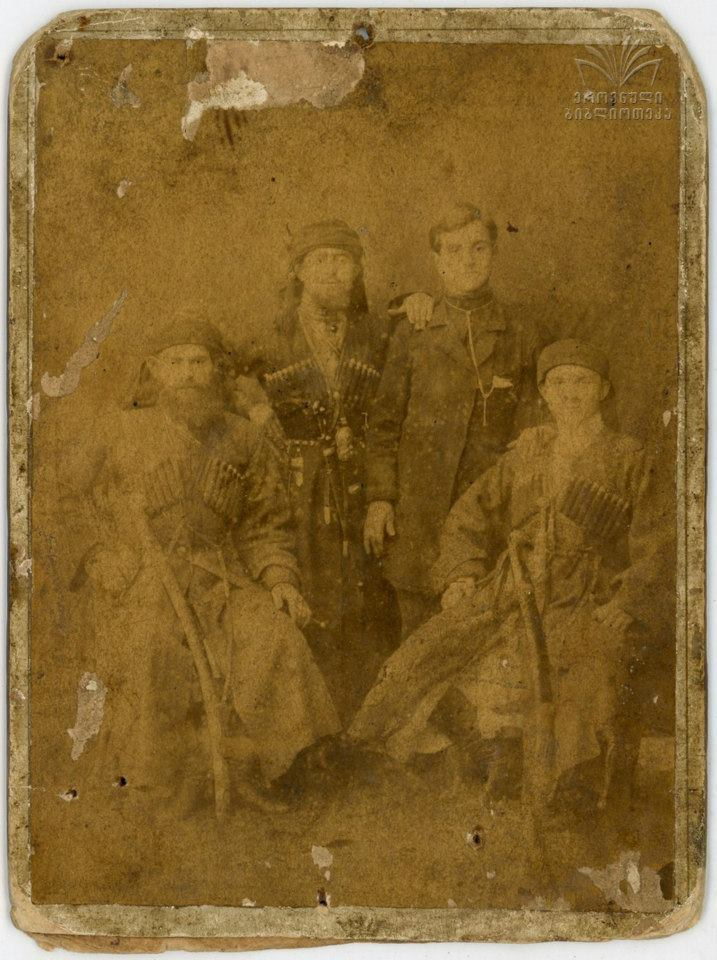
Фіралебі Грігол Кінкладзе, Агіа Чхаідзе